# Атанас Кушували
Атанас Георгиев (Гошов, Гошев, Гогошавалията) Кушували (Кушувалиев) е български възрожденски общественик от Македония, ръководител на Кукушката българска община.

## Биография
Роден е в кукушкото село Кушево, тогава в Османската империя, поради което и носи прякора Кушували, тоест Кушевски. Той е търговец и първенец в град Кукуш и един от водачите на българите от града и околността в църковно-националните борби с Цариградската патриаршия през 50-те – 80-те години на XIX век, един от най-близките съратници на Нако Станишев. Кузман Шапкарев го определя като един от „най-остроумните и най-развитите“ кукушки първенци. Стефан Веркович пише за него, че е бил кукушки първенец („старшины кукушскаго“) и е направил много за пробуждането на българското население във Вардарската местност, но че тази ревност му навлякла много неприятности от страна на турската власт, по интриги на солунските фанариоти. Иван Снегаров го посочва сред външните обществени деятели, от които Солунската българска община „черпи будителни струи“.
Той и синът му Георги поддържат активни връзки със Стефан Веркович и му дават данни за Поленинската епархия – Дойранска, Кукушка и Карадашка каза, както и списъци на населението на Дойранската и Струмишката каза, а също и данни за Малешевската и Солунската каза, които в 1889 година Веркович публикува в „Топографическо-этнографическій очеркъ Македоніи“. От кореспонденцията на Кушували с Веркович са запазени 33 писма от 1860 – 1884 година (архив на БАН, фонд Веркович). Пише няколко писма за личността на Партений Зографски.
Атанас Кушувалиев многократно е подлаган на репресии във връзка с църковните борби, по време на всички етапи от тях. При повторното назначаване на Мелетий Византийски за поленински епископ, когото кукушани отказват да признаят за владика и да му плащат владичина, Мелетий дава под съд (юли 1869 г.) като подбудители Атанас Кушували, тогава председател на кукушката община, и още петима старейшини, но безрезултатно. През март 1871 година писмо, описващо действия на Мелетий Византийски и неговите емисари, попада в гръкоманските ръце на хора на солунския владика Неофит. В Солунската митрополия е направен и предаден на турците фалшив, злонамерен превод, придружен с клеветнически такрир спрямо обявения за автор на писмото Атанас Кукушали (всъщност то е писано от сина му Георги), вследствие на което шестима души от Кукуш са арестувани поетапно, включително Георги Кушовалиев, а Атанас Кушували и Кузман Шапкарев са задържани цял месец. Накрая антифанариотската, а не антитурска насоченост е доказана и Солунската митрополия е разобличена. По времето на епископ Теоклит Поленински (1879 – 1885) също е подлаган на арести и гонения; по донос от владиката, че се занимава с революционна дейност, вече старият Атанас Кушували е арестуван и тормозен от властите.